# Bodiluddelingen 1950
Bodiluddelingen 1950 blev afholdt i 1950 og markerede den 3. gang at Bodilprisen blev uddelt. Lokationen for uddelingen blev flyttet fra restaurant Ambassadeur til en lokal biograf, da Filmmedarbejderforeningen fandt det mere passende. Ved denne uddeling blev der nedsat et standpunkt som hed at såfremt der ikke fandtes nogle værdige kandidater til en pågældende pris, så var komitéen ikke forpligtet til at uddele prisen - et standpunkt, som komitéen har fulgt lige siden.

## Vindere
| Bedste mandlige hovedrolle         | Bedste kvindelige hovedrolle   |
| ---------------------------------- | ------------------------------ |
| - Erik Mørk for Susanne            | - Astrid Villaume for Susanne  |
| Bedste mandlige birolle            | Bedste kvindelige birolle      |
| - ikke uddelt                      | - ikke uddelt                  |
| Bedste danske film                 | Bedste amerikanske film        |
| - Susanne af Torben Anton Svendsen | - Ormegården af Anatole Litvak |
| Bedste europæiske film             | Bedste dokumentarfilm          |
| - Øjenvidnet af Carol Reed         | - ikke uddelt                  |